# 中国—拉美和加勒比国家共同体论坛
中国—拉美和加勒比国家共同体论坛（西班牙語：Foro China-CELAC）是中华人民共和国与拉丁美洲和加勒比国家共同体成员国之间的政府间平台，旨在推动双方在政治、经济、社会、文化等领域的全面合作。该论坛成立于2015年，是首个涵盖中国及拉美和加勒比所有33个独立国家的整体合作平台。

## 背景
2008年11月，中国政府发布《中国对拉丁美洲和加勒比政策文件》，提出建设中拉平等互利、共同发展的全面合作伙伴关系；2011年12月2日，时任中共中央总书记兼中国国家主席胡锦涛致电祝贺拉共体成立；2012年6月，时任中国国务院总理温家宝在访问智利期间提出倡议成立中拉合作论坛；当年8月，拉共体“三驾马车”代表访华，决定建立中国与拉共体“三驾马车”外长定期对话机制；当年9月联合国大会期间，中国-拉共体“三驾马车”在纽约举行首次外长对话，商定把推动构建以中拉合作论坛为核心的中拉整体合作机制作为共同努力方向；2014年1月，拉共体第二届峰会在古巴哈瓦那通过了《关于支持建立中国—拉共体论坛的特别声明》；2014年7月17日，时任中共中央总书记兼中国国家主席习近平出席在巴西利亚举行的中国一拉美和加勒比国家领导人会晤，会晤通过《中国一拉美和加勒比国家领导人巴西利亚会晤联合声明》，宣布正式建立中拉论坛并决定尽早在北京召开论坛首届部长级会议。

## 成员
共34个成员国，包括中国和拉共体全部33个主权国家：
- 中國

- 安地卡及巴布達
- 阿根廷
- 巴哈马
- 玻利维亚
- 巴西
- 智利
- 哥伦比亚
- 古巴
- 多米尼克
- 薩爾瓦多
- 格瑞那達
- 海地
- 牙买加
- 墨西哥
- 尼加拉瓜
- 巴拿马
- 巴拉圭
- 秘魯
- 圣基茨和尼维斯
- 圣卢西亚
- 苏里南
- 千里達及托巴哥
- 乌拉圭
- 委內瑞拉

## 机制
- 领导人峰会：在中拉论坛部长级会议基础上，作为中拉整体合作的最高形式适时举行；
- 部长级会议：原则上每3年在中国和拉共体轮值主席国或中拉双方商定的其他成员国轮流举行，必要时可召开特别会议；
- 中国—拉共体“四驾马车”[註 1]外长对话：通过在联合国大会期间会晤或互访等方式，就中拉论坛事务以及共同关心的国际和地区问题保持磋商；
- 国家协调员会议（高官会）：筹备部长会议，跟踪落实部长会议成果，制定中拉论坛阶段性工作规划。原则上每年至少举行一次；
- 各专业领域论坛和会议[註 3][8]。

## 历届部长级会议

### 首届部长级会议
2015年1月8日至9日，中国—拉美和加勒比国家共同体论坛首届部长级会议在北京举行，主题为“新平台、新起点、新机遇——共同努力推进中拉全面合作伙伴关系”，中共中央总书记兼中国国家主席习近平与拉共体轮值主席国哥斯达黎加总统索利斯、候任轮值主席国厄瓜多尔总统科雷亚、拉共体“四驾马车”成员国巴哈马总理克里斯蒂以及委内瑞拉总统马杜罗出席会议开幕式，中国外交部长王毅和拉共体轮值主席国哥斯达黎加外长冈萨雷斯共同主持会议，拉共体成员国中29国外长、部长或高级代表出席，联合国拉美经委会、美洲开发银行、拉美开发银行等地区组织和机构代表作为嘉宾与会。会议通过《中国—拉共体论坛首届部长级会议北京宣言》、《中国与拉美和加勒比国家合作规划（2015—2019）》、《中国—拉共体论坛机制设置和运行规则》。

### 第二届部长级会议
2018年1月21日至22日，中国—拉美和加勒比国家共同体论坛第二届部长级会议在智利圣地亚哥举行，主题为“中国—拉共体：促进发展、创新、合作，造福双方人民”，智利总统米歇尔·巴切莱特出席会议开幕式，中国外交部长王毅率团出席，拉共体31个成员国的外长或高级别代表，以及联合国拉美经委会等四个重要地区组织和多边机构代表出席，会议通过《中国—拉共体论坛第二届部长级会议圣地亚哥宣言》、《中国与拉美和加勒比国家合作（优先领域）共同行动计划（2019-2021）》、《中国—拉共体论坛第二届部长级会议关于“一带一路”倡议的特别声明》。

### 应对新冠肺炎疫情特别会议
2020年7月23日，中国同拉美和加勒比国家外交部长举行中拉应对新冠肺炎疫情特别外长视频会议，中国国务委员兼外长王毅、墨西哥外长埃布拉徳共同主持。阿根廷、巴巴多斯、智利、哥伦比亚、哥斯达黎加、古巴、多米尼加、厄瓜多尔、巴拿马、秘鲁、特立尼达和多巴哥、乌拉圭等国外长出席，会上通过《中拉应对新冠肺炎疫情特别外长视频会议联合声明》。

### 第三届部长级会议
2021年12月3日，中国—拉共体论坛以视频方式举行第三届部长会议，主题为“共克时艰、共创机遇，携手推动构建中拉命运共同体”，中共中央总书记兼中国国家主席习近平、拉共体轮值主席墨西哥总统洛佩斯分别向会议发表视频致辞，国务委员兼外长王毅主持会议，拉共体共28个成员国外长或代表，以及联合国拉美经委会、拉美开发银行负责人等出席会议，会议通过《中国—拉共体论坛第三届部长会议宣言》和《中国与拉共体成员国重点领域合作共同行动计划（2022－2024）》并同意2024年召开中拉论坛峰会。

### 第四届部长级会议
2025年5月13日，中国—拉美和加勒比国家共同体论坛第四届部长级会议在北京举行，主题为“共谋发展振兴，共建中拉命运共同体”，中共中央总书记兼中国国家主席习近平、拉共体轮值主席国哥伦比亚总统佩特罗、巴西总统卢拉、智利总统博里奇、新开发银行行长罗塞夫出席开幕式，中共中央政治局委员、中央外事办主任兼外长王毅主持会议和开幕式，会议通过《中国—拉共体论坛第四届部长级会议北京宣言》和《中国—拉共体成员国重点领域合作共同行动计划（2025-2027）》，达成100余项三年合作项目。
28个拉美和加勒比地区国家、拉美议会、中美洲议会、联合国拉美经委会、拉美和加勒比开发银行、拉丁美洲经济体系、拉丁美洲社会科学院6个区域组织以及50余位部长级官员参会。

## 中国—拉共体“四驾马车”外长对话
| 次数 | 日期              | 中国代表                         | 拉共体代表 | 地点         | 简介 |
| ---- | ----------------- | -------------------------------- | --- | ------------ | --- |
| —    | 2012年8月9日      | 外交部长杨洁篪                   | “三驾马车”代表智利外长莫雷诺、委内瑞拉外长马杜罗、古巴副外长谢拉 | 中国北京     | 双方就建立中国—拉共体“三驾马车”外长对话机制达成一致                                                                                      |
| 1    | 2012年9月27日     | 外交部长杨洁篪                   | “三驾马车”代表智利外长莫雷诺、委内瑞拉副外长格雷罗、古巴外长罗德里格斯 | 美国纽约     | 举行首次外长对话 |
| 2    | 2013年9月25日     | 外交部长王毅                     | “扩大的三驾马车”代表古巴外长罗德里格斯、哥斯达黎加外长卡斯蒂略和特多外长杜克兰，以及部分拉美和加勒比国家代表 | 美国纽约     | 举行外长对话 |
| 3    | 2014年4月3日至4日 | 外交部长王毅                     | 轮值主席国哥斯达黎加外长卡斯蒂略率领拉共体“四驾马车”代表团 | 中国北京     | 举行会谈 |
| 4    | 2015年9月27日     | 外交部长王毅                     | “四驾马车”成员国厄瓜多尔外长帕蒂尼奥、哥斯达黎加外长冈萨雷斯、巴巴多斯外长麦克林、多米尼加副外长利里亚诺（古巴副外长莫雷诺、墨西哥副外长弗洛雷斯等参加）                                                                                         | 美国纽约     | 举行外长对话 |
| 5    | 2017年9月21日     | 外交部长王毅                     | 萨尔瓦多外长马丁内斯、多米尼加外长巴尔加斯、厄瓜多尔外长埃斯皮诺萨和格林纳达副总理兼外长尼姆罗德，以及中拉论坛第二届部长级会议东道国智利外长穆尼奥斯和加共体助理秘书长格兰德森                                                                   | 美国纽约     | 举行外长对话 |
| —    | 2018年1月21日     | 外交部长王毅                     | “四驾马车”和智利外长 | 智利圣地亚哥 | 举行会见 |
| 6    | 2018年9月25日     | 外交部长王毅                     | 时任轮值主席国萨尔瓦多外长卡斯塔内达、前任轮值主席国多米尼加外长巴尔加斯、候任轮值主席国玻利维亚外长帕里以及加勒比共同体时任轮值主席国牙买加外长约翰逊-史密斯                                                                                    | 美国纽约     | 举行外长对话 |
| 7    | 2019年9月26日     | 外交部长王毅                     | 时任轮值主席国玻利维亚外长帕里、前任轮值主席国萨尔瓦多外长代表阿兰达、候任轮值主席国墨西哥外长埃布拉德和加勒比共同体时任轮值主席国圣卢西亚部内部长弗勒德－博布伦，以及多米尼加外长巴尔加斯、尼加拉瓜总统府国内政策部长埃奎斯塔等拉共体成员国代表 | 美国纽约     | 举行外长对话 |
| 8    | 2022年9月         | 中共中央外事办主任兼外交部长王毅 | 不適用 | 美国纽约     | 中国外交部宣布中共中央政治局委员王毅于9月18日至25日出席第77届联合国大会一般性辩论期间出席中国—拉共体“四驾马车”外长对话，但对话未如期举行 |
| 8    | 2024年9月24日     | 中共中央外事办主任兼外交部长王毅 | “四驾马车”成员国洪都拉斯外长雷纳、哥伦比亚副外长奥贝索、格林纳达外交部常秘哈钦森，以及古巴、哥斯达黎加、尼加拉瓜、玻利维亚、委内瑞拉、秘鲁、多米尼加、巴拿马、厄瓜多尔、巴西、墨西哥、智利、阿根廷、乌拉圭、危地马拉等拉共体成员国外长或代表     | 美国纽约     | 举行外长对话 |

## 中方后续行动委员会
2015年，中拉论坛中方后续行动委员会成立，由外交部、国家发展与改革委员会和商务部组成中方“三方领导机制”共同牵头，目前共有59家成员单位。

### 主任
- 主任：时任外交部部长、国家发改委主任、商务部部长
- 副主任：时任外交部分管拉美事务的副部长、时任国家发改委主管副主任、商务部分管拉美事务的副部长

### 秘书处
中拉论坛中方后续行动委员会秘书处由外交部牵头，负责内外联系和组织协调工作。秘书处设办公室，为日常办事机构，工作地点设在外交部拉美司，外交部拉美司司长任秘书长。